# 天马山石刻
天马山石刻，位于中国河北省秦皇岛市白家堡子，为秦皇岛市抚宁县的一个省级文物保护单位，类型为石刻，公布时间为1982年7月23日。
天马山石刻的历史年代为明代。